# Paha
Paha – wieś w Słowenii, w gminie miejskiej Novo mesto. W 2018 roku liczyła 59 mieszkańców. 